# 閣皂宗
阁皂宗，道教灵宝派派别，为符箓三宗（茅山上清派、阁皂山灵宝派、龙虎山天师道）之一。以江西阁皂山崇真万寿宫为传播中心。形成于北宋，流传至元明。奉三国道士葛玄（164年-244年）为祖师。尊称葛玄为太极葛仙公。葛洪（284年-363年）为葛玄再传弟子，葛玄、葛洪祖孙二人并称为葛家道。閤皂山因有葛仙公修道灵迹，成为灵宝派道士所奉向的祖庭。